# Hamont-Achel
Hamont-Achel è un comune belga di 13 863 abitanti, situato nella provincia fiamminga del Limburgo belga.